# Isabelle de Paris (singolo)
Isabelle de Paris è un singolo del gruppo Rocking Horse, pubblicato nel 2017.

## Descrizione
Isabelle de Paris è un brano musicale scritto e arrangiato da Douglas Meakin, Muzio Marcellini e Arnaldo Capocchia come sigla del cartone animato omonimo.
Il lato B contiene una versione strumentale del brano, scritta e arrangiata da Douglas Meakin, Muzio Marcellini e Arnaldo Capocchia.